# 2008年8月

## 8月31日
- 由於颶風古斯塔夫迫近新奧爾良，美國總統小布什及副總統迪克·切尼宣佈不出席在明尼阿波利斯-聖保羅舉行的2008年美國共和黨全國代表大會。洛杉磯時報（页面存档备份，存于）
- 中國四川攀枝花市繼汶川大地震後，發生6.1級大地震，造成多人死傷。rthk（页面存档备份，存于）
- 根據最新衛星照片顯示，北極地區的永久冰層已經融化出一道環狀水道。北方海路和西北航道完全貫通。每日電訊報（页面存档备份，存于）

## 8月30日
- 義大利宣布在未來25年向利比亞就當年的殖民主義罪行賠償50億美元。彭博（页面存档备份，存于）

## 8月29日
- 格魯吉亞與俄羅斯斷交。法新社（页面存档备份，存于）
- 2008年美國總統選舉：共和黨總統參選人約翰·麥凱恩宣布將由阿拉斯加州州長薩拉·佩林擔任他的競選搭擋。CNN（页面存档备份，存于）
- 泰國布吉、合艾和甲米的機場因反政府示威者佔據而被迫關閉。另外防暴警察驅散了前夜佔據總理府的示威者。CNN（页面存档备份，存于）

## 8月28日
- 上海合作组织成员国元首理事会第八次会议在塔吉克斯坦首都杜尚别开幕。新华网（页面存档备份，存于）
- 2008年夏季残奥会圣火采集仪式在北京天坛举行，并开始圣火接力。BBC中文网（页面存档备份，存于）
- 中国政府恢复对所有互联网访问的限制。

## 8月27日
- 中国公安部证实，加拿大当局近日遣返了中国经济诈骗犯罪嫌疑人邓心志。这是加方首次成功遣返中国籍经济案件嫌犯归国。BBC中文网（页面存档备份，存于）
- 由好莱坞明星和主演的黑色幽默影片《阅后即焚》（Burn After Reading）作为开幕影片揭开了第65届威尼斯电影节（65th Venice International Film Festival）。BBC中文网（页面存档备份，存于）
- 美国伊利诺伊州国会参议员奥巴马在科罗拉多州丹佛市召开的民主党全国代表大会上正式获得总统候选人提名。人民网[]

## 8月26日
- 俄羅斯總統梅德韦杰夫宣布他已簽署法令，承认格魯吉亞的南奧塞梯和阿布哈茲的獨立國地位。BBC（页面存档备份，存于）
- 泰国人民民主联盟的支持者在曼谷举行反政府示威，冲进总理府等政府部门，并占领国家电视台。新华网（页面存档备份，存于）

## 8月25日
- 巴基斯坦穆斯林联盟（谢里夫派）领导人谢里夫宣布该党退出执政联盟，其理由是人民党违背了恢复去年被解职法官的职务的承诺。新华网
- 馬來西亞前副總理安華在原本由妻子所佔的檳城峇東埔選區補選勝出，十年來首次重返國會。法新社

## 8月24日
- 一架波音737客机（Iran Aseman Airlines Flight 6895）在吉尔吉斯斯坦首都比什凯克马纳斯国际机场附近坠毁，68人遇难。新华网（页面存档备份，存于）新华网（页面存档备份，存于）
- 2008年夏季奥林匹克运动会在北京国家体育场闭幕，中国代表团以51枚金牌数登上金牌榜首位，美国代表团以110枚奖牌数获奖牌榜首位。此次奥运会共打破38项世界纪录。新华网（页面存档备份，存于）新华网（页面存档备份，存于）新华网（页面存档备份，存于）

## 8月23日
- 美国民主党总统候选人、国会参议员奥巴马宣布，选择国会参议员拜登为他在2008年美国总统选举中的竞选伙伴。新华网（页面存档备份，存于）

## 8月22日
- 台风鹦鹉在香港西贡和中山南朗两次登陆，深圳南澳录得最大阵风为14级。新华网（页面存档备份，存于）新华网 Archive.today的存檔，存档日期2013-04-28

## 8月21日
- 美國太平洋標準時間21日下午，英特爾加州公司於舊金山舉行的年度英特爾開發者論壇中公開展示一種名為無線共振能源連結（wireless resonant energy link）的革新性無線電力傳輸（Wireless Power Transmission）系統。DailyTech聯合新聞網（页面存档备份，存于）鉅亨網（页面存档备份，存于）
- 2008年瓦赫爆炸案：位于巴基斯坦旁遮普省瓦赫的巴基斯坦兵工厂遭到两次自杀式炸弹袭击，共造成76人死亡，110人受傷。新华网 Archive.today的存檔，存档日期2013-04-28

## 8月20日
- 西班牙航空5022号班机在从马德里巴拉哈斯机场起飞准备前往加那利群岛时冲出跑道，造成至少153人死亡，19人受傷。BBC（页面存档备份，存于）中国新闻网新华网（页面存档备份，存于）
- 阿爾及利亞城市布維拉發生二起汽車炸彈爆炸事件，至少有11人死亡，31人受傷。AFP經由Google新聞BBC中文網（页面存档备份，存于）新華網 Archive.today的存檔，存档日期2013-04-28大公網
- 牙买加运动员博尔特在北京奥运会男子200米决赛中以19秒30的成绩获得冠军并打破世界纪录。新华网（页面存档备份，存于）

## 8月19日
- 第39屆太平洋島國領袖年會於紐埃舉行，但遭斐濟領導人弗蘭克·姆拜尼馬拉馬杯葛。澳洲人報
- 朝鮮宣告瑞典為其敵人及美國戰爭傀儡。瑞典軍方當地消息
- 阿爾及利亞首都阿爾及爾往東方距離60公里的城市伊塞爾斯，一所警察學校發生自殺炸彈攻擊事件，初步統計至少造成43人死亡和38人受傷。[1]

## 8月18日
- 巴基斯坦總統穆沙拉夫发表电视讲话，宣佈他已决定辭職。BBC（页面存档备份，存于）→ 維基新聞
- 中國運動員劉翔因腳傷舊患復發，在110米栏预赛第一轮中退出北京奥運會。明報→ 維基新聞

## 8月17日
- 美国运动员菲尔普斯在北京奥运会上获得第八块金牌，打破了施皮茨在1972年慕尼黑奥运会上创造的一届奥运会获七块金牌的纪录。新华网（页面存档备份，存于）

## 8月16日
- 牙买加运动员博尔特在北京奥运会男子100米决赛中以9.69秒的成绩获得冠军，并打破该项目由他自己保持的世界纪录。新华网（页面存档备份，存于）
- 在法国总统萨科齐斡旋下，俄罗斯总统梅德韦杰夫签署了解决南奥塞梯冲突的停火协议。新华网（页面存档备份，存于）

## 8月15日
- 中华民国前总统陈水扁因涉嫌在瑞士洗钱超过9.3亿元新台币，而宣布与其夫人吴淑珍一起退出民主进步党。联合新闻网联合新闻网[]
- 尼泊尔制宪会议选举尼泊尔共产党（毛主义）主席普拉昌达为尼泊尔联邦民主共和国首任总理。新华网 Archive.today的存檔，存档日期2013-04-28
- 巴拉圭当选总统费尔南多·卢戈在首都亚松森宣誓就任新一任总统。新浪网[]
- 在法国总统萨科齐斡旋下，格鲁吉亚总统萨卡什维利签署了解决南奥塞梯冲突的停火协议。联合早报网[]
- 中华台北棒球代表队國際賽首度對戰敗陣12局延長7:8輸中國队。 蘋果日報

## 8月14日
- 敘利亞與黎巴嫩同意建立外交關係並相互派駐大使。美聯社[]
- 尼日利亚政府在十字河流州首府卡拉巴尔举行仪式，根据海牙国际法院的判决向喀麦隆政府移交巴卡西半岛。新华网（页面存档备份，存于）
- 毛里塔尼亚在6日通过军事政变上台的军政权任命驻欧盟大使拉格达夫为新总理。新华网（页面存档备份，存于）

## 8月13日
- 美国游泳运动员菲尔普斯在北京奥运会男子200米蝶泳决赛中获得冠军，使其在两届奥运会中获得的金牌总数达到10枚，成为历史上获得奥运会金牌总数最多的运动员。新华网（页面存档备份，存于）
- 中國秦皇島發生炸彈爆炸，造成兩人死亡。中時電子報（页面存档备份，存于）

## 8月12日
- 2008年南奥塞梯战争：
  - 格鲁吉亚总统米哈伊尔·萨卡什维利在第比利斯举行的群众集会上表示，格鲁吉亚决定退出独联体。俄罗斯新闻网
  - 俄罗斯总统梅德韦杰夫已下令终止俄军对格鲁吉亚的军事打击行动。BBC中文网（页面存档备份，存于）
  - 国际法院表示，格鲁吉亚已正式向国际法院提出起诉俄罗斯。格鲁吉亚在递交的申请中指出，俄罗斯在格鲁吉亚境内及边界地区采取的行动违反了《消除一切形式种族歧视国际公约》。联合国网站新闻中心（页面存档备份，存于）
  - 俄罗斯和格鲁吉亚接受了由法國總統提出的六點和平建議。CNN（页面存档备份，存于）BBC中文网（页面存档备份，存于）

## 8月11日
- 泰国前总理他信宣布在英国寻求政治庇護，泰国最高法院随即发布对他信及其夫人朴乍曼的逮捕令。中国新闻网
- 土耳其东部发生爆炸，造成至少8名土耳其士兵丧生。BBC中文网（页面存档备份，存于）
- 2008年南奥塞梯战争：格鲁吉亚和俄罗斯官员说，俄国军队从阿布哈兹地区进入格鲁吉亚。BBC中文网（页面存档备份，存于）

## 8月10日
- 中华人民共和国新疆阿克苏地区库车县发生多起爆炸事件，8人死亡，4人受伤。中国新闻网BBC中文网（页面存档备份，存于）BBC中文网（页面存档备份，存于）
- 2008年南奥塞梯战争：格鲁吉亚内政部称格鲁吉亚军队已经撤出南奥塞梯首府茨欣瓦利。BBC中文网（页面存档备份，存于）

## 8月9日
- 2008年南奥塞梯战争：
  - 据俄塔社报道，俄罗斯军队已经迫使占领南奥塞梯首府茨欣瓦利的格鲁吉亚军队撤出。新华网（页面存档备份，存于）
  - 格鲁吉亚议会通过一项总统令，宣布国家进入战争状态。BBC中文网（页面存档备份，存于）
  - 俄罗斯军队两架战机在格鲁吉亚—南奥塞梯冲突区被击落。俄罗斯新闻网
- 中华人民共和国北京市发生外国游客遭袭击事件，一名男子在东城区鼓楼城楼二楼上突然持械袭击两名美国籍游客和一名中国籍导游，其中一名游客死亡，其余二人受伤，疑凶也当场自尽。BBC中文网（页面存档备份，存于）

## 8月8日
- 第29届夏季奥林匹克运动会在中华人民共和国北京国家体育场开幕，本次奥运会有来自204个国家和地区的运动员参加。BBC中文网（页面存档备份，存于）新华网（页面存档备份，存于）NBC Sports（页面存档备份，存于）
- 2008年南奥塞梯战争：俄罗斯军队越过边境在南奥塞梯首府茨欣瓦利与格鲁吉亚军队发生激战。新华网（页面存档备份，存于）BBC中文网（页面存档备份，存于）
- 强热带风暴北冕从北部湾登陆越南，共造成62人死亡，39人失踪。新华网 Archive.today的存檔，存档日期2013-04-28

## 8月7日
- 由巴基斯坦人民党和穆斯林联盟（谢里夫派）组成的执政联盟正式宣布将对总统穆沙拉夫进行弹劾，并恢复于去年11月被解职的法官职务。国际在线（页面存档备份，存于）
- 2008年南奥塞梯战争：格鲁吉亚军队与南奥塞梯武装人员展开激烈交火，造成至少15名平民和几名俄国士兵在冲突中丧生。格鲁吉亚外长称格鲁吉亚已经控制了南奥塞梯首府茨欣瓦利。BBC中文网（页面存档备份，存于）BBC中文网（页面存档备份，存于）

## 8月6日
- 毛里塔尼亚发生由穆罕默德·乌尔德·阿卜杜勒·阿齐兹領導的军事政变，总统阿卜杜拉希和总理瓦格夫被扣押。新华网
- 拥有200万名会员的南非总工会展开为期一天的全国性罢工，抗议食品和燃料价格上升。BBC（页面存档备份，存于）
- 巴基斯坦总统穆沙拉夫宣布取消前往中国参加北京奥运会开幕式的行程。BBC（页面存档备份，存于）

## 8月5日
- 卢旺达政府公布一份的报告，指法国包括前总统密特朗和前总理德维尔潘在内的一些前高官和军官直接參與1994年发生的部族屠杀。新华网（页面存档备份，存于）
- 几内亚比绍总统维埃拉宣布解散国民议会，政府亦随即解散，卡洛斯·科雷亚获任命为新任总理，接替前总理卡比。新华网 Archive.today的存檔，存档日期2013-04-28

## 8月4日
- 中国新疆喀什市公安邊防支隊被兩人驾车袭击，并引发车上的爆炸物，造成16死16傷。兩個襲擊者被捕。新华网（页面存档备份，存于）
- 为期6天的第17届世界艾滋病大会在墨西哥首都墨西哥城开幕。德国之声中文网（页面存档备份，存于）

## 8月3日
- 印度喜马偕尔邦一所名為奈納德維神殿的印度教庙宇的朝圣者在举行宗教活动时发生踩踏事故，共造成至少145人死亡，逾300人受伤。中国新闻网（页面存档备份，存于）

## 8月2日
- 南亚区域合作联盟首脑峰会在斯里兰卡首都可伦坡开幕。BBC中文网（页面存档备份，存于）
- 日本首相福田康夫大规模改组内阁，新政府宣誓就任。BBC中文网（页面存档备份，存于）
- 印度东北部比哈尔邦晚间发生一起严重车祸，至少造成40人死亡。新华网（页面存档备份，存于）
- 17名登山者从巴基斯坦一侧登顶世界第二高峰乔戈里峰返回时遭遇雪崩，当中11人遇难，成为乔戈里峰登山史上死亡人楼最多的灾难。中国网（页面存档备份，存于）

## 8月1日
- 中國《反垄断法》開始實施。中新網（页面存档备份，存于）
- 北半球部分地区出现日全食，此次日全食先从加拿大北部开始，经过格陵兰岛，北冰洋，俄罗斯的西伯利亚西部，蒙古，一直到中国的中部结束。BBC中文网（页面存档备份，存于）
- 京津城际铁路正式通车，全程30分钟。BBC中文网（页面存档备份，存于）
- 独联体最高苏维埃代表正式上任。